# Hooverjev jez
Hooverjev jez (angleško Hoover Dam, v preteklosti Boulder Dam) je velik hidroelektrični jez na reki Kolorado. Nahaja se na meji med ameriškima zveznima državama Arizona in Nevada. Zgradili so ga med letoma 1931 in 1936, v času Velike depresije. Za svoj čas je bil en največjih in najbolj ambicioznih projektov. Med gradnjo je delalo več tisoč delavcev, okrog 100 jih je umrlo v nesrečah. Jez je poimenovan po ameriškem predsedniku Herbertu Hooverju. Projekt jezu je leta 1928 odobril Ameriški kongres. Gradnja je trajala samo okrog 5 let, zgradili so ga dve leti pred predvidenim rokom.
Jez je 221,4 metra visok in 379 metrov dolg. Za jezerom je jezero Mead, ki ima kapaciteto 35,2 km3 vode. Površina jezera je 640 km2. Največja dolžina jezera je 180 km, največja globina pa 180 metrov. 
Hidroelektrarna:
- 13× 130 MW turbin
- 2× 127 MW turbini
- 1× 68,5 MW turbino
- 1× 61,5 MW
- 2× 2,4 MW
- Največjo hidravlični padec: 180 metrov
- Skupna kapaciteta: 2080 MW
- Proizvodnja električne energije na leto: 4,2 TWh